# (5498) Gustafsson
(5498) Gustafsson (1980 FT3) – planetoida z pasa głównego asteroid okrążająca Słońce w ciągu 3,37 lat w średniej odległości 2,25 j.a. Odkryta 16 marca 1980 roku. Nazwana na cześć Bengta Gustafssona, profesora astrofizyki i dyrektora Obserwatorium Astronomicznego w Uppsali.